# Moviment d'Oficials Lliures
El Moviment d'Oficials Lliures (àrab: حركة الضباط الأحرار, Ḥarakat aḍ-Ḍubbāṭ al-Aḥrār) fou l'organització clandestina militar egípcia fundada per Gamal Abdel Nasser junt amb Anwar Sadat i altres oficials, després de la derrota d'Egipte a la guerra de 1948 amb Israel.

## Moviment d'Oficials Lliures d'Egipte
El van formar joves oficials de l'Exèrcit d'Egipte (la majoria no excedia els trenta-cinc anys). El seu objectiu fou salvar l'honra de l'exèrcit, així com derrocar el rei Faruk I, abolir la monarquia, i substituir un govern depenent del Regne Unit. La desena d'homes que dirigien el moviment fou qui va controlar els governs egipcis que van seguir al cop d'estat del 23 de juliol de 1952 (en crear després el Consell Revolucionari d'Autoritats):
1. El tinent-coronel Gamal Abdel Nasser, nomenat coordinador del moviment el 1949. Va presidir el govern d'Egipte des de 1954 fins al 1970.
2. El general Mohammed Naguib, el primer president de la República d'Egipte, des de 1953 fins al 1954.
3. El major Abdel Hakim Amer.
4. El tinent-coronel Anwar Sadat.
5. El major Salah Salem.
6. El major Kamal ad Din Husayn.
7. El comandant Gamal Salem
8. El cap d'esquadró Hassan Ibrahim.
9. El major Khalid Muhi ad Din.
10. El comandant Abd al Latif al Baghdadi.

Posteriorment s'hi afegiren dos més:
1. El major Hussien al-Shafii.
2. El tinent-coronel Zakaria Muhi ad-Din.

## Altres Moviments d'Oficials Lliures
S'han creat altres moviments d'oficials lliures en altres països àrabs, com per exemple:
- Líbia: El coronel Muammar el Gaddafi va crear el moviment per intentar abolir la monarquia líbia del rei Idris I de Líbia el 1969.
- Síria: Els dirigents del partit Baas van crear el moviment per intentar posar fi a la República Àrab Unida promoguda per Nasser el 1961.
- Aràbia Saudita: El príncep Talal va crear el moviment dels prínceps lliures per aturar la monarquia conservadora àrab dels anys 60. En fracassar, el mateix Nasser l'oferí destinació per a exiliar-se.
- Iraq: El general Najib al-Salihi va promoure un moviment opositor al govern de Saddam Hussein, independent dels Estats Units, el 1996.
- Jordània
- Algèria